# Afonso de Noronha
Dom Afonso de Noronha (1510 — ????) va ser un noble i militar portuguès, governador de Ceuta, entre 1540 i 1549, succeint al seu germà, Nuno Álvares Pereira de Noronha i cinquè virrei i 16è governador de l'Índia portuguesa del 1550 al 1554. A l'Índia va construir la fortalesa de Reis Magos a Goa i la fortalesa de Masqat, va pacificar Ceilan i va defensar amb valentia Ormuz, quan fou atacada per una potent esquadra turca otomana.
Va ser el quart fill de Dom Fernando de Meneses, 2n Marquès de Vila Real amb Dona Maria Freire de Andrade.
Es va casar amb Maria de Eça, que el va reemplaçar en el Govern de la Capitania de Ceuta.